# Henri-Paul-Joseph Renaud
Pour les articles homonymes, voir Renaud (homonymie).
Henri-Paul-Joseph Renaud, né le 3 avril 1881 et mort le 5 septembre 1945 est un médecin français et historien de la médecine arabe.

## Biographie
Institut des hautes études marocaines, Rabat.

## Travaux
Il traduit depuis l'arabe le Calendrier d'Ibn al-Bannāʾ (1256-1321).

## Publications
- Médecine et histoire naturelle
- avec Aldo Mieli, Max Meyerhof, Julius Ruska La science arabe et son rôle dans l'évolution scientifique mondiale Brill Archive.
- Liste détaillée[2]